# نیلام ورما
نیلام ورما (انگلیسی: Neelam Verma)؛ مجری تلویزیون کانادایی، تاجر و فینالیست دوشیزه جهان است.

## زندگی‌نامه
ورما از مدرسه عالی بازرگانی شولیک دانشگاه یورک فارغ‌التحصیل شد و قبل از ورود به رسانه گروهی، برای پروکتر اند گمبل و ۵۰۰ شرکت ثروتمند، در زمینه بازاریابی فعالیت کرد. او عنوان دوشیزه کانادا را به دست آورد و فینالیست مسابقه دوشیزه جهان بود، اولین زن هندی الاصل که نماینده این کشور در این مراسم بود. ورما مسیر شغلی رسانه ای خود را وقتی شروع کرد که در تورنتو به عنوان مجری برنامه سرگرمی بلوار بالیوود (Bollywood Boulevard) به شرکت رسانه ای راجرز اسپورتس پیوست، و متعاقب آن به عنوان مجری تاک شو با شبکه سان تی وی به فعالیتش ادامه داد. او برنامه فرست لوک با نیلام ورما، یک برنامه سراسری صبحگاهی در شبکه خبری سان نیوز، را ارائه کرد.

## مسیر شغلی

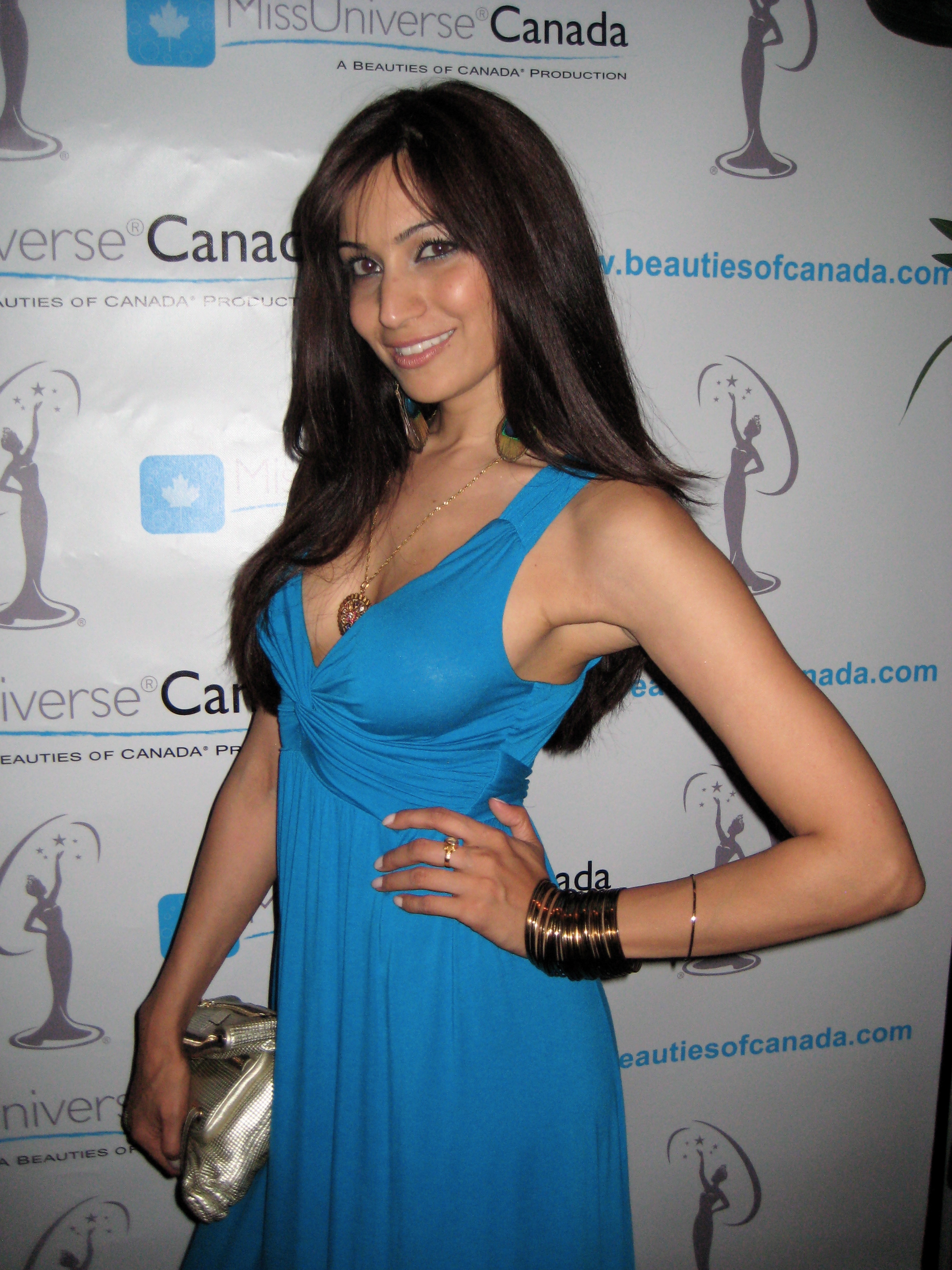
نیلام ورما

### تلویزیون
ورما توسط سی‌ان‌ان بین‌الملل تعلیم دید و اخبار صبحگاهی، رویدادهای امروزی، سرگرمی و برنامه‌های تلویزیونی سبک زندگی را ارائه کرد.او با افراد مشهور، مدیر عامل‌های اجرایی، نویسندگان، قهرمانان ورزشی و رهبران معنوی، مصاحبه انجام داده‌است.
ورما سخنگوی تعداد زیادی از برندها و بنیادهای خیریه بوده‌است. او دوره‌های انگیزشی سازمان ملل متحد را در کانادا و دانشگاه‌های برجسته ارائه کرده‌است.

### دوشیزه جهان
ورما در مسابقات دوشیزه جهان کانادا در سال ۲۰۰۲ برنده شد، و به اولین زن هندی تبدیل شد که این عنوان را کسب کرده‌است. او نمایندهٔ کانادا در مسابقهٔ زیبایی دوشیزه جهان در سان خوآن، پورتوریکو بود و در بخش نیمه نهایی بین ۱۰ نفر برتر قرار گرفت.